# 多鱗歐雅魚
多鱗歐雅魚（學名：Squalius tenellus）為輻鰭魚綱鯉形目雅羅魚科的其中一種，被IUCN列為瀕危保育類動物，分布於歐洲克羅埃西亞塞蒂納河流域，為特有種，體長可達40公分，棲息在水流緩慢的或靜止的溪流和湖泊，因水汙染、棲地喪失造成族群數量遽減。